# Kalven (Torsåkers socken, Gästrikland, 671590-153388)
Kalven är en sjö i Hofors kommun i Gästrikland och ingår i Gavleåns huvudavrinningsområde. Sjön har en area på 0,052 kvadratkilometer och ligger 92,1 meter över havet. Sjön avvattnas av vattendraget Hyttbäcken.

## Delavrinningsområde
Kalven ingår i det delavrinningsområde (671611-153354) som SMHI kallar för Inloppet i Sälgsjön. Medelhöjden är 99 meter över havet och ytan är 0,38 kvadratkilometer. Räknas de 6 avrinningsområdena uppströms in blir den ackumulerade arean 25,32 kvadratkilometer. Hyttbäcken som avvattnar avrinningsområdet har biflödesordning 3, vilket innebär att vattnet flödar genom totalt 3 vattendrag innan det når havet efter 70 kilometer. Avrinningsområdet består mestadels av skog (77 procent). Avrinningsområdet har 0,05 kvadratkilometer vattenytor vilket ger det en sjöprocent på 13,3 procent.